# Naucles fasciata
Naucles fasciata es una especie de coleóptero de la familia Scraptiidae.

## Distribución geográfica
Habita en Puerto Rico (Estados Unidos).